# Henri Simonis

Logo der Billardtuchfabrik

Guillaume Henri Simon Simonis (* 14. Oktober 1640 in Verviers; † 2. April 1725 ebenda) war ein Tuchfabrikant und Gründer der Billardtuchfabrik Iwan Simonis.

## Leben
Geboren als Sohn von Henri Simon Simonis (* 1599; † 1679) und seiner Frau Anne Marie Nizet (* unbekannt; † 1693), heiratete er am 22. Januar 1668 Anne Nicole Collet (* 1649; † 1726). Sie hatten einen gemeinsamen Sohn, Henri Simonis (Jun.)(* 1649; † 1726). 1680 gründete der auch als „le Mercier“ („der Kurzwarenhändler“) bekannte Henri (Sen.) in der im Wesertal gelegenen Stadt Verviers die Iwan Simonis-Billardtuchfabrik, die heute zu den Weltmarktführern in diesem Bereich zählt.